# Forer-effect
Het forer-effect of barnum-effect is de neiging van mensen om vage en algemeen geldende uitspraken over de eigen persoon te accepteren als rake en typerende omschrijving. Dit zonder zich te realiseren dat diezelfde omschrijving voor bijna iedereen opgaat. De populariteit van horoscopen valt grotendeels te verklaren door dit effect.

## Het experiment van Forer
Het begrip dankt zijn naam aan de Amerikaanse psycholoog Bertram Forer, die in 1948 een persoonlijkheidstest uitvoerde bij zijn studenten en hen daarna een persoonlijkheidsanalyse verstrekte die zogenaamd op die persoonlijkheidstest gebaseerd was. Hij verzocht de studenten vervolgens het waarheidsgehalte van de persoonlijkheidsanalyse een cijfer te geven tussen 0 (klopt helemaal niet) en 5 (klopt zeer goed). Het resultaat was dat de persoonlijkheidsanalyse gemiddeld 4,26 punten kreeg.
Groot was de verrassing toen de studenten verteld werd dat zij allemaal exact dezelfde persoonlijkheidsanalyse gekregen hadden. Forer had die samengesteld uit horoscopen uit een krantenkiosk.
Sindsdien is het experiment - met dezelfde tekst - vele keren herhaald. De gemiddeld aan de uitslag gegeven waardering bedraagt circa 4,2 van 5.
De door Forer aan zijn studenten voorgelegde tekst luidde als volgt:

Je wilt graag dat anderen je aardig vinden en bewonderen, maar bent ook geneigd tot zelfkritiek. Hoewel je karakter enkele zwakheden vertoont, kan je die doorgaans goed compenseren. Je hebt een aanzienlijk ongebruikt talent waar je geen profijt van trekt. Je straalt discipline en zelfbeheersing uit, maar van binnen ben je nogal eens een onzekere tobber. Soms twijfel je er ernstig aan of je wel de juiste beslissing hebt genomen of juist hebt gehandeld. Je houdt van enige afwisseling en het zint je niet als regels en beperkingen je bewegingsvrijheid indammen. Je gaat er ook prat op een onafhankelijk denker te zijn en neemt niet zomaar iets van anderen aan. Uit ervaring weet je dat het niet verstandig is jezelf al te zeer bloot te geven. Je kunt extravert, vriendelijk en gezellig in de omgang zijn, maar ook introvert, behoedzaam en gereserveerd. Sommige verlangens van je zijn tamelijk onrealistisch.

## Barnum
Het forer-effect wordt ook wel barnum-effect genoemd, naar de Amerikaanse showman Phineas Taylor Barnum. Deze P.T. Barnum onderhield een reusachtig rariteitenkabinet, waarin voor elke smaak wel iets te vinden was. Zijn grootste kunst was gedachten lezen. Een uitspraak waarvan praktisch iedereen vindt dat die op hem- of haarzelf van toepassing is, wordt om die reden ook wel barnum-uitspraak genoemd.

## Gerelateerde onderwerpen
- Cold reading; een methode om, zonder werkelijk iets over de gesprekspartner te weten, de indruk te wekken dat men wel iets over hem of haar weet.
- Cognitieve psychologie; de tak van de psychologie die zich bezighoudt met psychische processen die te maken hebben met zaken als begrip, kennis, herinneringen en geheugen, probleemoplossen en informatieverwerking.